# 2PIKO
『2PIKO』（にピコ）は、日本の男性歌手、ピコのメジャー2作目（通算3作目）のオリジナルアルバム。2012年5月30日にKi/oon Musicから発売された。

## 概要
前作『1PIKO』から1年ぶりのオリジナルアルバム。今作のコンセプトは「善と悪」。今作はメジャー5作目のシングル「咲色リフレイン」と同じく初回生産限定盤・通常盤・完全生産限定盤の3種で発売されており、初回生産限定盤にはDVD（収録内容は後述）が付属され、通常盤はCDのみとなっており、完全生産限定盤にはグラフィグが付属されている。また初回生産限定盤・完全生産限定盤には、ボーナストラックとして「☆ピコピコ★レジェンドオブザナイトオブギャラクシー」が収録されている。3種ともジャケットのデザインが異なり、初回生産限定盤は天使に扮したピコ、通常盤は悪魔に扮したピコ、完全生産限定盤は付属されているグラフィグの完成図が描かれている。ちなみに、この天使と悪魔に扮したピコは「咲色リフレイン」のPVにも登場しており、またジャケットが撮影された場所も「咲色リフレイン」と同じ箱根 彫刻の森美術館であり、撮影風景は「咲色リフレイン」の初回生産限定盤に付属されているDVDに収録されている。

## 収録内容
- シングル曲の詳細は、各項目を参照。
- 特記のない限り全編曲：samfree

### CD
1. ジョージャク:ヤッパダメカ [3:22]
作詞・作曲：ピコ
今作のコンセプトに沿って制作された楽曲。ピコの曲の中で最速の楽曲となっている。タイトルにある「ヤッパダメカ」の「メカ」は決断せずに言われるがままに生きていくなんて機械と同じじゃんって意味でとのこと[1]。
2. 咲色リフレイン [4:44]
メジャー5作目のシングル。
3. 君に逢いたくて [4:20]
作詞：ピコ・東木ひとみ、作曲：東木ひとみ
元々はシングル候補であった曲[1]。
4. 乱獲パラレル [3:31]
作詞：ピコ、作曲：samfree
「小悪魔な感じで唄った」とのこと[2]。
5. 天樂 [4:37]
作詞・作曲・編曲：ゆうゆ
「てんがく」と読む。ボーカロイドキャラクターの1人である鏡音リンが歌唱している楽曲のカバー。シャウトっぽく歌ったとのこと[2]。
6. シンドローム [3:55]
作詞・作曲：ピコ
実体験を元に制作された楽曲[2]。
7. ピコピコ★ナイトオブギャラクシー [4:01]
作詞・作曲：samfree
前作『1PIKO』収録曲「ピコピコ★レジェンドオブザナイト」に続く「ピコピコナイトシリーズ」第二弾。ピコ曰く「この曲のオケでレジェンドオブザナイトが歌える」とのこと[3]。
8. ユメハナ [4:28]
メジャー4作目のシングル。
9. Unlimited Dream Walkers [3:52]
作詞：ピコ、作曲：samfree
自身がファンと公言している『モンスターハンター』をテーマにした楽曲[3]。
10. Maker÷Breaker [3:26]
作詞・作曲：samfree
アルバムのコンセプトの解答編となった楽曲。ライブではこの曲のために作られたタオルを振り回すという演出がある[4]。
11. ONLINE [4:31]
作詞・作曲：ピコ
ファンに向けて制作されたという楽曲[4]。
12. Acid soul-完全に厨二病じゃん- [5:12]
作詞・作曲：ピコ
冒頭部分にピコの台詞が入る。台詞が終わるとイメージが一転しハードロック調になるという構成である。ピコ曰く「最後の最後で全てをぶち壊した。アルバムコンセプト最終形態」[4]。
13. ☆ピコピコ★レジェンドオブザナイトオブギャラクシー [3:49]
リミックス：samfree
初回生産限定盤・完全生産限定盤に収録されているボーナストラック。前作のアルバムの収録されている「ピコピコ☆レジェンドオブザナイト」と今作に収録されている「ピコピコ★ナイトオブギャラクシー」を合わせた構成となっている。1コーラス目は「ピコピコ☆レジェンドオブザナイト」、2コーラス目は「ピコピコ★ナイトオブギャラクシー」、最後のサビで2曲のサビを合わせている。

### DVD
1. 咲色リフレイン [MUSIC VIDEO]
2. ぴこさんぽ〜ドッキリ編〜

## 演奏
- samfree：Sound Producer
- takuya (アンティックｰ珈琲店ｰ)：Guitar (2)
- [TEST]：Guitar (5)
- SHUSE (†яi¢к, La'cryma Christi)：Bass (2)
- 池尻春乃介：Bass (1.3.5.9.10.12)
- LEVIN (La'cryma Christi)：Drums (2)
- ショボン ([Mint])：Drums (1.3.4.5.6.8.9.10.11.12)